# (35272) 1996 RH10
(35272) 1996 RH10 è un asteroide troiano di Giove del campo greco. Scoperto nel 1996, presenta un'orbita caratterizzata da un semiasse maggiore pari a 5,178330 UA e da un'eccentricità di 0,078461, inclinata di 17,589735° rispetto all'eclittica.